# Sweetness
Sweetness è un singolo del gruppo musicale statunitense Jimmy Eat World, pubblicato nel 2002 ed estratto dal loro quarto album in studio Bleed American.

## Tracce
- CD 1 (UK)

1. Sweetness
2. Blister (live)
3. Your New Aesthetic (live)

- CD 2 (UK)

1. Sweetness
2. A Praise Chorus (live)
3. Lucky Denver Mint (live)
4. Sweetness (video)

## Video
Il videoclip della canzone è stato diretto da Tim Hope.